# Soveria
Soveria est une commune française située dans la circonscription départementale de la Haute-Corse et le territoire de la collectivité de Corse. Le village appartient à la piève de Talcini.

## Géographie

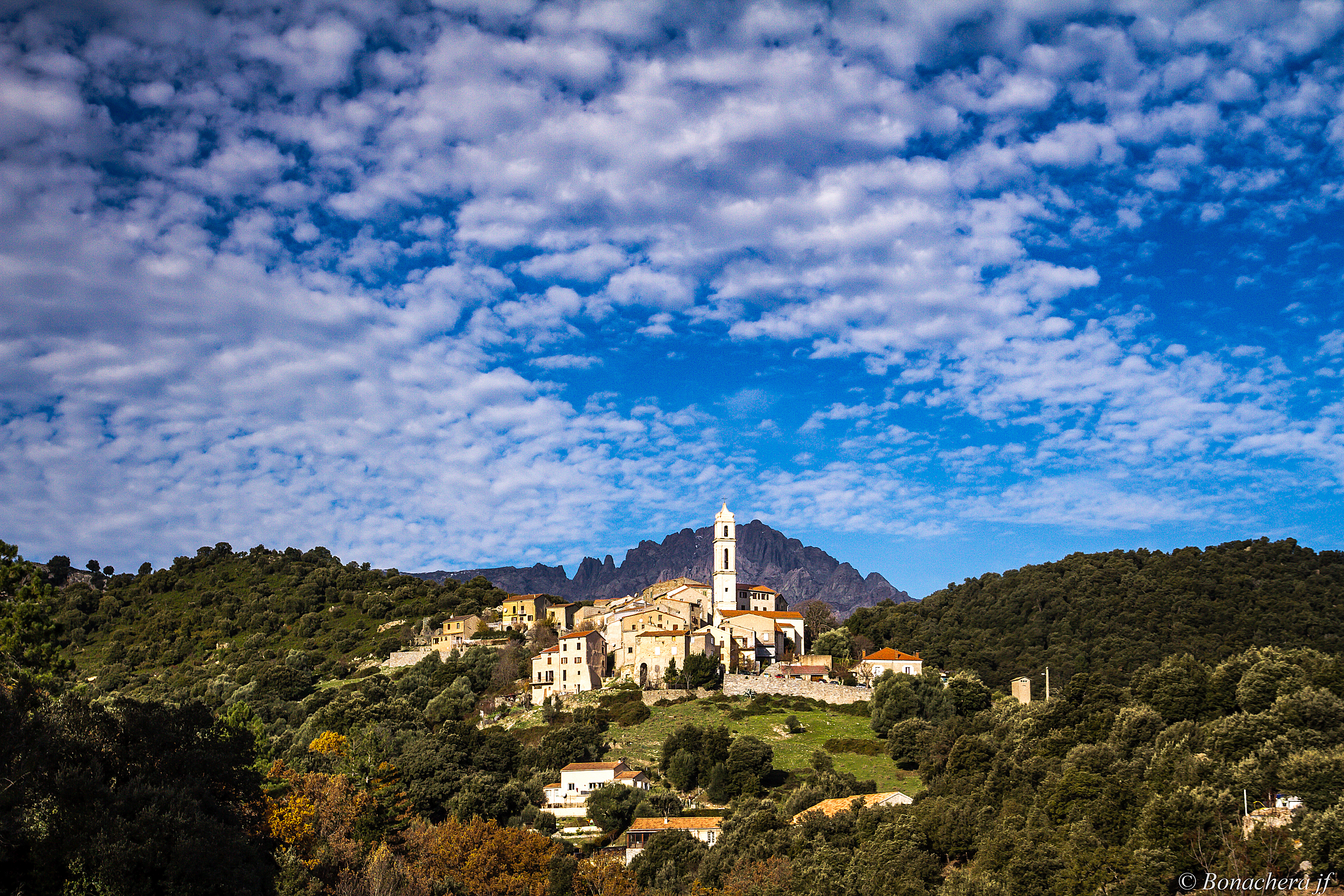
Le village de Soveria, avec, en fond, les aiguilles de Popolasca.

### Situation
Commune du canton de Niolu-Omessa depuis l'an 2000, Soveria se situe dans la microrégion du Talcini, dans le territoire de vie appelé « Centre Corse » (Centru di Corsica) du parc naturel régional de Corse dont elle est adhérente. Le village est situé à moins de 10 km au nord de Corte.
Communes limitrophes

### Géologie et relief

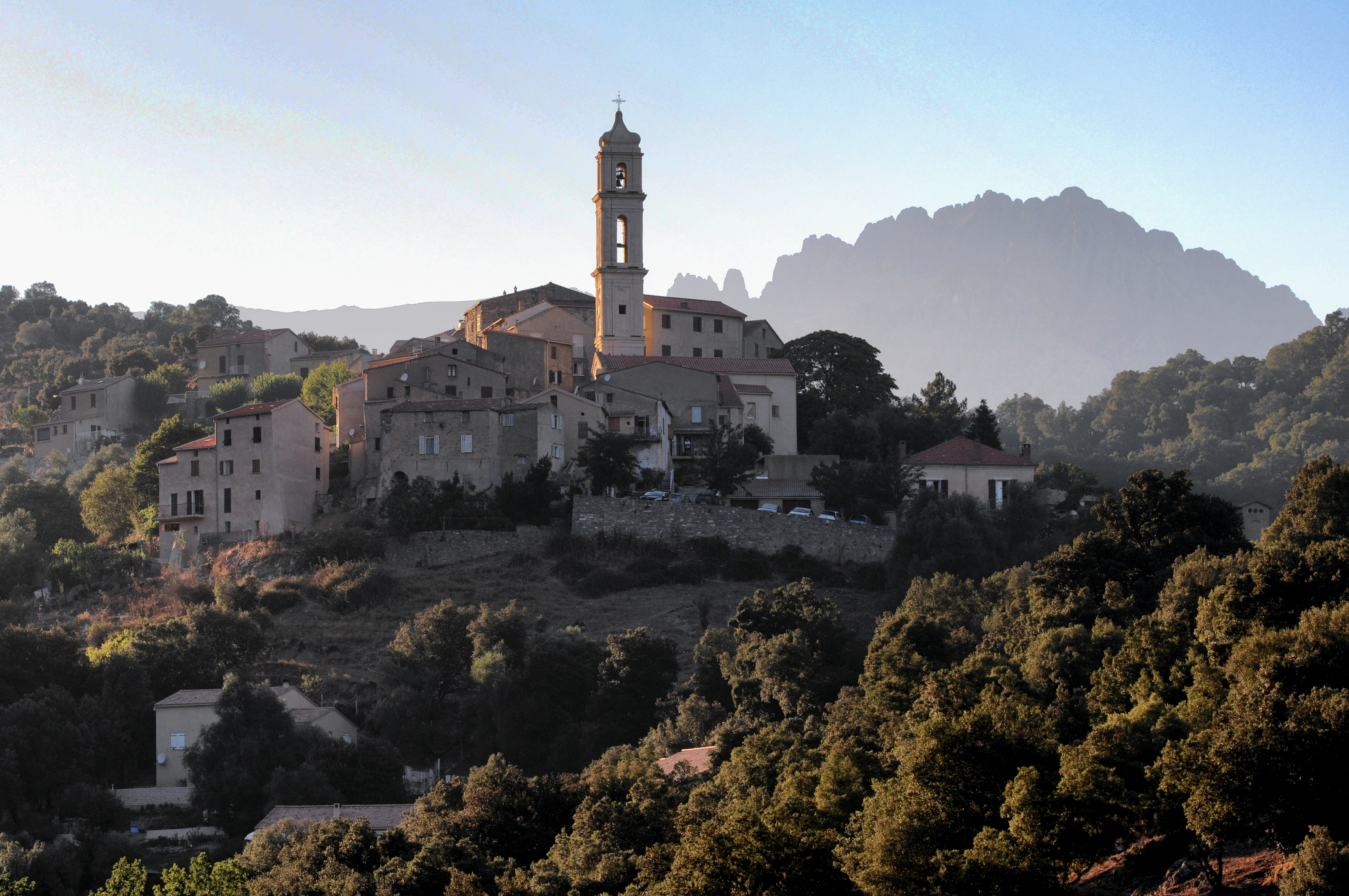
Le village sur fond des aiguilles de Popolasca.

Soveria se situe au cœur de la Haute-Corse, au sud de la « cuvette de Ponte Leccia », au nord de la « cuvette » cortenaise et à l'est du massif du Monte Cinto. Son territoire comprend deux secteurs géologiques séparés par une ligne orientée dans un axe nord-sud, depuis Ponte-Castirla jusqu'au Tavignano à l'ouest de Corte : 
- le secteur occidental qui appartient à la Corse Hercynienne ancienne (ou Corse occidentale cristalline), avec un sol sur socle de granite. C'est le secteur d'altitude communal dont le culmen est le Pinerole (1 951 m), sommet « à cheval » sur Corscia, Castirla et Soveria. C'est un long corridor montagneux au relief accidenté, occupant le flanc méridional d'une ligne de crête (limite communale) démarrant à la confluence des ruisseaux de Marmuccio et de Forca (642 m) pour grimper rapidement vers de hauts sommets tel le Piano di Roma (1 568 m), atteindre le Pinerole puis la bocca a Canaghia ;
- le secteur oriental se trouve dans la dépression centrale de l'île au relief adouci, dont les sommets les plus élevés ne dépassent pas les 700 m d'altitude, constitué pour l'essentiel de terrains sédimentaires secondaires et tertiaires. Cette zone dite « cuvette de Ponte Leccia », à l'ouest du massif schisteux du San Petrone, fait partie du sillon dépressionnaire qui coupe l'île du nord-ouest au sud-est, depuis l'Ostriconi jusqu'à Solenzara, séparant ce que les géologues distinguent ordinairement, une Corse occidentale ancienne, constituée pour l'essentiel de roches granitiques et d'une Corse orientale où dominent les schistes. Le village se trouve dans cette zone plus hospitalière.

### Hydrographie
La majeure partie du territoire communal, montagneux, appartient presque entièrement au bassin versant du Golo. Il est formé de nombreux vallons et ravins, qui créent un réseau d'autant de petits cours d'eau qui, pour la plupart, alimentent le fleuve au nord. Peu de ces cours d'eau, ceux à l'ouest communal, sont orientés au sud où coule le Tavignano.
Au nord, le ruisseau de Pedicinque (ou ruisseau de Marmuccio), affluent du Golo, délimite en partie les communes de Soveria et de Castirla où il a sa source.
À l'est, le ruisseau de Forcalello (ou ruisseau de Santa Maria) est le principal cours d'eau de Soveria. Le ruisseau de Forcalello est alimenté par : le ruisseau de l'Esco, le ruisseau d'Ascia qui prend source sur Tralonca, et le ruisseau de Compoli dont le lit sépare en partie Soveria d'Omessa.
À l'ouest du village, se situe le petit bassin versant du ruisseau de Forca affluent du ruisseau de Pedicinque précité. Autres affluents du ruisseau de Forca, le ruisseau de Ranuncchiali qui reçoit les eaux du ruisseau d'Andavadani.

### Climat et végétation
Au sud, la forêt territoriale de Forca (surface approximative de 3,53 km2) chevauche son territoire.
D'anciennes terrasses de culture sont encore visibles à l'adret du secteur oriental de la commune.

### Voies de communication et transports

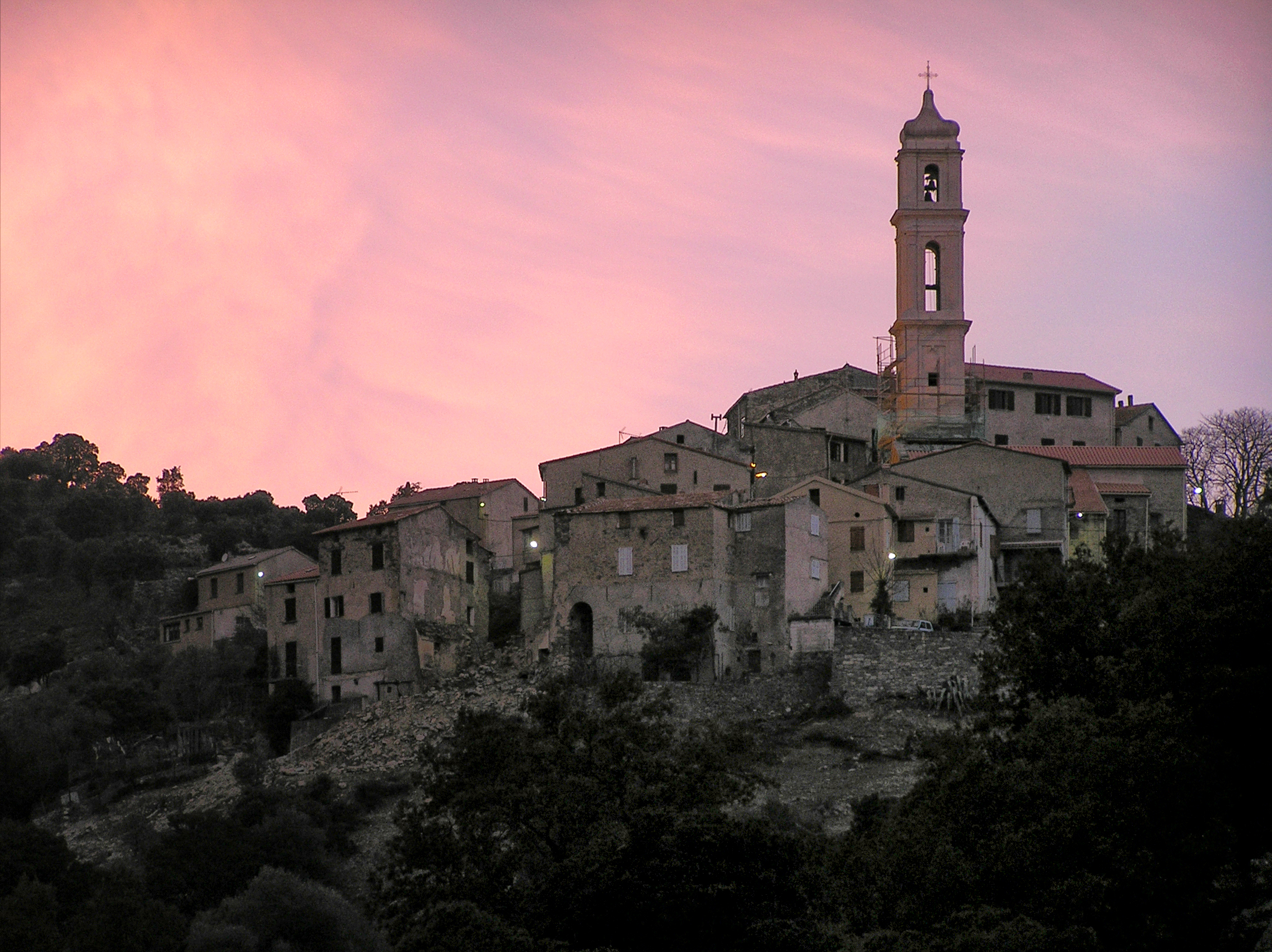
Vue du village au couchant depuis la RT 20.

#### Accès routiers
Soveria est desservie par la RT 20 qui la traverse dans un axe nord-sud, épousant au centre de la commune, les flancs du vallon du ruisseau de l'Esco. Son tracé longe à peu de chose près, la voie des chemins de fer de la Corse jusqu'au tunnel routier de San Quilico sous le col du même nom.
Depuis le virage en « fer à cheval » de la RT 20 sous le village, démarre la route D 18a qui donne l'accès au village même.
La mise en circulation du tunnel de la RT 20 percé en 1998-1999 sous le col de San Quilico n'a pas entrainé l'abandon de l'ancien tracé passant par Bistuglio pour se rendre à Corte. Cet ancien tracé de la RN 193 rebaptisée RN 2193, est dénommé officiellement le 30 janvier 2014 : route T203.

#### Transports
Ferroviaires

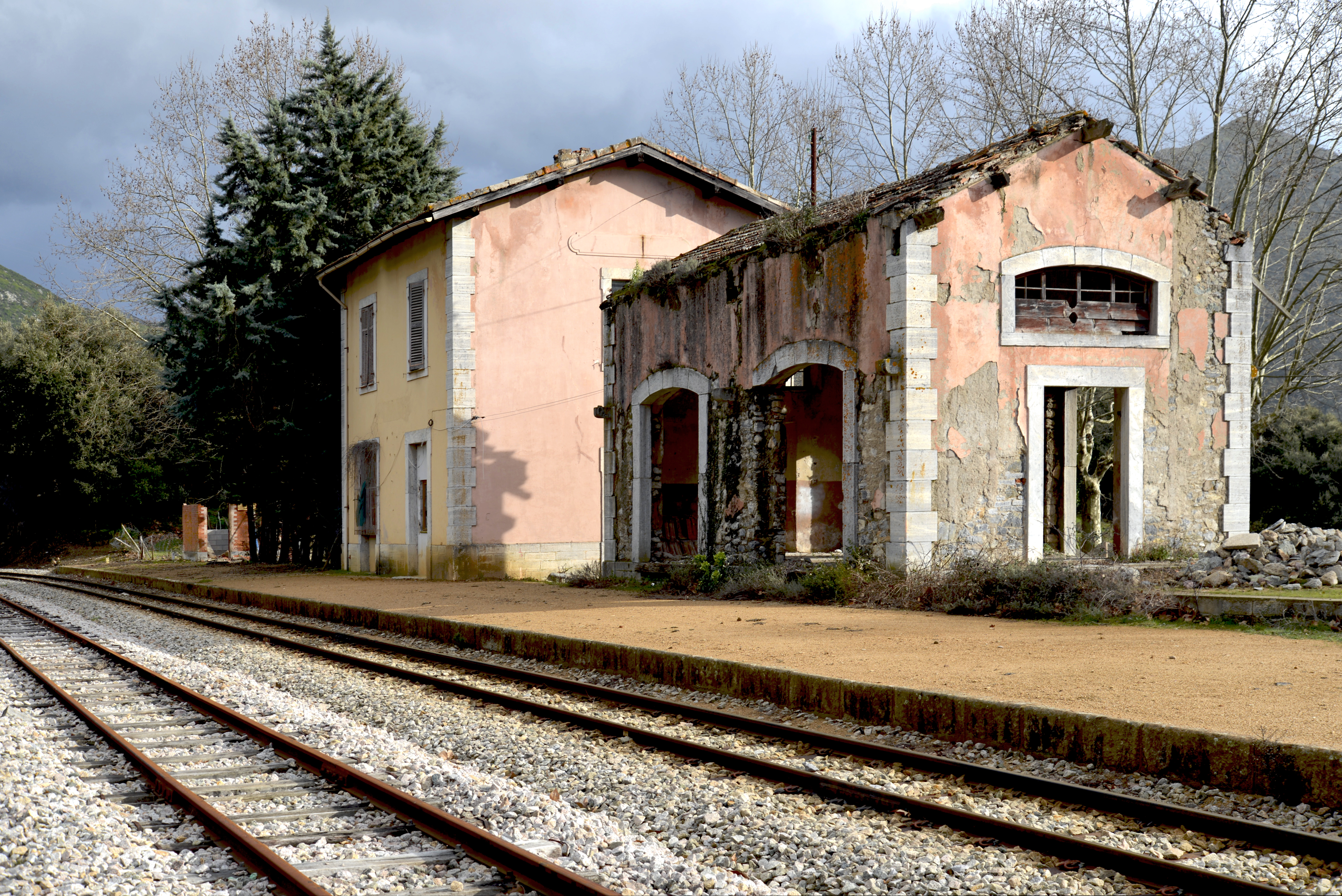
Ancienne gare de Soveria.

La ligne de Bastia à Ajaccio des Chemins de fer de la Corse emprunte le territoire communal avec un arrêt à la gare de Soveria.
Cette traversée se fait dans un axe nord-sud, épousant au centre de la commune, les flancs du vallon du ruisseau de l'Esco qui est ouvert au sud-est depuis le sud du village. Elle comporte du nord au sud un premier ouvrage pour franchir un ruisseau sans nom, affluent du ruisseau de Forcalello (ou ruisseau de Santa Maria en aval), un premier petit tunnel, puis un deuxième pont pour le franchissement d'un autre ruisseau sans nom lui aussi, affluent du ruisseau de Forcalello, un ouvrage à tablier métallique au-dessus de la route territoriale 20 au sud-est du village, et enfin le tunnel ferroviaire sous le col de San Quilico.
Aériens et maritimes
Le village est distant, par route, de :
- 47 km de l'aéroport de Bastia Poretta,
- 79 km de l'aéroport de Calvi-Sainte-Catherine,
- 84 km de l'aéroport d'Ajaccio-Napoléon-Bonaparte,
- 56 km du port de commerce de L'Île-Rousse,
- 64 km du port de commerce de Bastia,
- 85 km du port de commerce d'Ajaccio.

## Urbanisme

### Typologie
Au 1er janvier 2024, Soveria est catégorisée commune rurale à habitat dispersé, selon la nouvelle grille communale de densité à sept niveaux définie par l'Insee en 2022.
Elle est située hors unité urbaine. Par ailleurs la commune fait partie de l'aire d'attraction de Corte, dont elle est une commune de la couronne,. Cette aire, qui regroupe 34 communes, est catégorisée dans les aires de moins de 50 000 habitants,.

### Occupation des sols
L'occupation des sols de la commune, telle qu'elle ressort de la base de données européenne d’occupation biophysique des sols Corine Land Cover (CLC), est marquée par l'importance des forêts et milieux semi-naturels (93,7 % en 2018), une proportion identique à celle de 1990 (93,6 %). La répartition détaillée en 2018 est la suivante : 
milieux à végétation arbustive et/ou herbacée (66,6 %), espaces ouverts, sans ou avec peu de végétation (20,4 %), forêts (6,7 %), zones agricoles hétérogènes (6,3 %). L'évolution de l’occupation des sols de la commune et de ses infrastructures peut être observée sur les différentes représentations cartographiques du territoire : la carte de Cassini (XVIIIe siècle), la carte d'état-major (1820-1866) et les cartes ou photos aériennes de l'IGN pour la période actuelle (1950 à aujourd'hui).

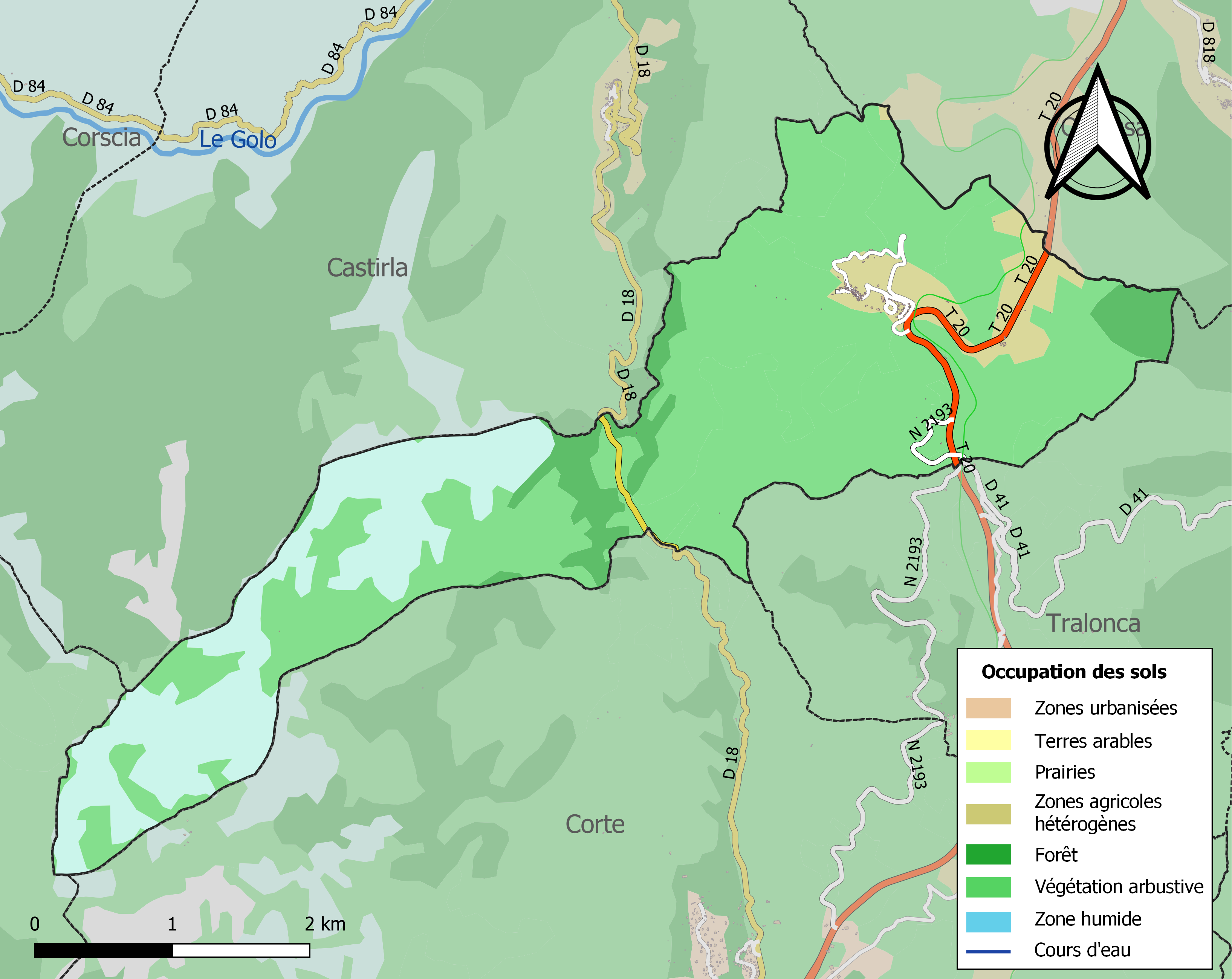
Carte des infrastructures et de l'occupation des sols de la commune en 2018 (CLC).

## Histoire

### Antiquité

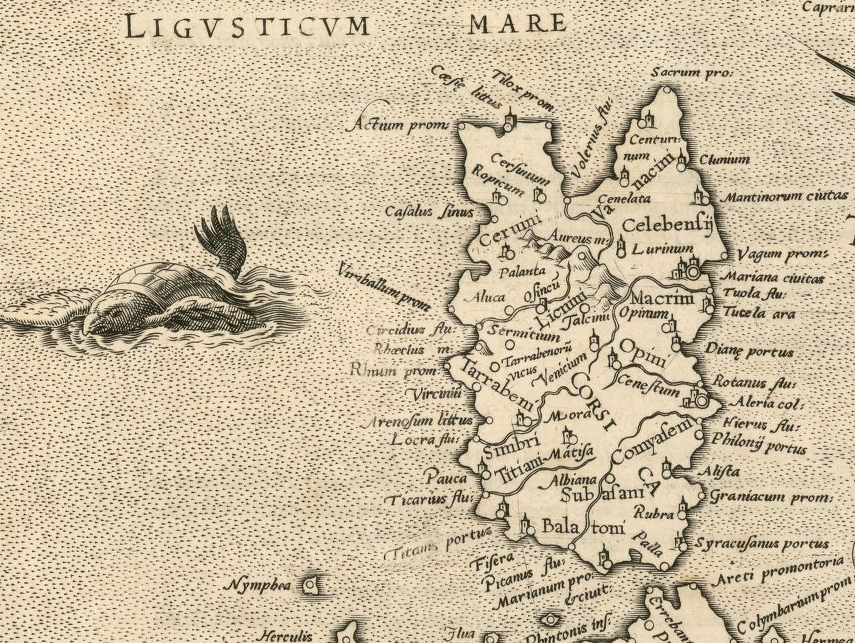
La Corse de Ptolémée.

Ptolémée, un des précurseurs de la géographie, avait indiqué sur ses cartes topographiques l'emplacement du lieu Talcinu ainsi que « Licnini » qui étaient l'une des douze nations qui habitaient de son temps la Corse. Les « Licnini » occupaient le bassin moyen du Golo.
Talcinum oppidum mentionné par Ptolémée, deviendra Talcini, la pieve qui comprenait les paroisses d'Omessa, de Corte, de Tralonca, de Fogata-de-Marcorio et de Castellare.

### Moyen Âge
Soveria se situe dans l'« En-Deçà-des-Monts » (Cismonte en langue corse) qui s’appelait ordinairement « Terre de Commune ». Elle appartient au Talcini qui, outre Corte son chef-lieu, comprenait les villages d'Omessa, de Castirla, de Soveria, de Tralonca et de Santa-Lucia-di-Mercurio. La paroisse de Talcini était sous l'autorité épiscopale d'Aléria.

« Talcini est le nom d'un pays, et non celui d'un village. C'est dans ce pays que se trouve Corte, [...]. On compte encore dans cette piève cinq villages, parmi lesquels Omessa et Santa Lucia sont les plus connus, Omessa, comme résidence de Caporaux, Santa Lucia, comme résidence de gentilshommes. »

— Mgr Giustiniani in Dialogo nominato Corsica, traduction Lucien Auguste Letteron in Histoire de la Corse, Description de la Corse - Tome I, p. 36
Au début du VIIIe siècle et durant près de deux siècles, l'île passe sous le joug des Sarrasins. En 816 la « reconquista » de l'île est engagée par Ugo Colonna, prince romain. Cette opération durera jusqu'en 1185, date à laquelle la Corse est définitivement débarrassée de leur présence.
Ugo della Colonna, était avec Guido Savelli et Amondo Nasica, qui appartenaient à la première noblesse de Rome. Ces seigneurs firent longtemps la guerre au pape Etienne IV. Mais redoutant les forces de Charlemagne, ils se soumirent et furent pardonnés par le pape en allant reconquérir la Corse.
L'île devenue soumise à son autorité, le comte Ugo della Colonna donna à son compagnon d'arme, Amondo Nasica, Avoglino (Giovellina) avec tout le bassin du Golo ; c'est cet Amondo qui a donné son nom aux Amondaschi. C'est dans un acte daté des environs de 1080, qu'apparaissent, comme témoins, Ansifredo Amundasco, ses fils et ses frères.

### Temps modernes
Au début du XVIe siècle, Soveria faisait partie de la pieve de Rogna. Vers 1520, la pieve comptait environ 4 250 habitants. Elle avait pour lieux habités : Vivario (li Gati, le Murachiole, Arche), Herbajolo, la Valle di Sera, la Fosigia, la Lamella, Altiani, lo Petragio, lo Pè di la Corte, lo Lunello, Porra, lo Piano Buono, la Petra Serena, Santa Maria de Talsini, Corte, Omessa, Santa Lutia, Tralunca, lo Soarello, Castirla.
Au XVIIIe siècle, à la suite du redécoupage des pievi, Soveria bascule dans la pieve de Talcini qui était composée de Corte, Castirla, Soveria, Tralonca, Omessa et Santa-Lucia-di-Mercurio. Talcini était l'une des 8 pievi relevant de la juridiction civile de Corte.
- 1768, la Corse passant sous administration militaire française, Soveria passe de Talcini à la pieve du Golo.
- 1789, la Corse appartient au royaume de France.
- 1790, Soveria se situe dans la juridiction royale de Corte.
- 1793, la Corse est séparée en deux départements. Avec pour nom Soveria (an II) la commune est dans la pieve du Golo qui devient le canton du Golo, dans le district de Corte et le département d'El Golo.
- 1801, Soveria se trouve toujours dans le canton du Golo, mais dans l'arrondissement de Corte, dans le département d'El Golo.
- 1811, fusion des deux départements de l'île en le seul département de Corse.
- 1828, Soveria est dans le canton de Sermano[22].

### Époque contemporaine
- 1954, les communes de Castiglione, Castirla, Omessa, Piedigriggio, Popolasca, Prato et Soveria composent le canton d'Omessa.

## Politique et administration

### Liste des maires
| Période                                  | Période          | Identité                 | Étiquette | Qualité            |
| ---------------------------------------- | ---------------- | ------------------------ | --------- | ------------------ |
| Les données manquantes sont à compléter. |                  |                          |           |                    |
| vers 1897                                | ?                | Ours-Louis Zuccarelli    |           |                    |
| Les données manquantes sont à compléter. |                  |                          |           |                    |
| mars 1965                                | mars 1977        | Toussaint Savelli        | SE        | retraité           |
| mars 1977                                | mars 1989        | Don Marc Sodini          | PCF       | retraité           |
| mars 1989                                | 31 décembre 1990 | Paul Mariani             | PS        | haut fonctionnaire |
| 10 février 1991                          | juin 1995        | Laurine Mariani          | SE        | retraitée          |
| juin 1995                                | mars 2001        | Auguste Perinetti        | SE        | retraité           |
| mars 2001                                | 7 juin 2016      | François Antoine Versini | DVG       | retraité           |
| Août 2016                                | En cours         | Alexandre Rossi          |           |                    |

## Population et société

### Démographie
L'évolution du nombre d'habitants est connue à travers les recensements de la population effectués dans la commune depuis 1800. Pour les communes de moins de 10 000 habitants, une enquête de recensement portant sur toute la population est réalisée tous les cinq ans, les populations de référence des années intermédiaires étant quant à elles estimées par interpolation ou extrapolation. Pour la commune, le premier recensement exhaustif entrant dans le cadre du nouveau dispositif a été réalisé en 2008.

En 2022, la commune comptait 112 habitants, en évolution de −5,08 % par rapport à 2016 (Haute-Corse : +5,15 %, France hors Mayotte : +2,11 %).
| 1800 | 1806 | 1821 | 1831 | 1836 | 1841 | 1846 | 1851 | 1856 |
| ---- | ---- | ---- | ---- | ---- | ---- | ---- | ---- | ---- |
| 195  | 241  | 257  | 301  | 303  | 295  | 327  | 330  | 304  |

| 1861 | 1866 | 1872 | 1876 | 1881 | 1886 | 1891 | 1896 | 1901 |
| ---- | ---- | ---- | ---- | ---- | ---- | ---- | ---- | ---- |
| 295  | 260  | 246  | 240  | 240  | 257  | 255  | 256  | 261  |

| 1906 | 1911 | 1921 | 1926 | 1931 | 1936 | 1946 | 1954 | 1962 |
| ---- | ---- | ---- | ---- | ---- | ---- | ---- | ---- | ---- |
| 206  | 194  | 183  | 144  | 132  | 123  | 100  | 70   | 69   |

| 1968 | 1975 | 1982 | 1990 | 1999 | 2006 | 2008 | 2013 | 2018 |
| ---- | ---- | ---- | ---- | ---- | ---- | ---- | ---- | ---- |
| 70   | 55   | 55   | 59   | 68   | 101  | 110  | 113  | 117  |

| 2022 | - | - | - | - | - | - | - | - |
| ---- | - | - | - | - | - | - | - | - |
| 112  | - | - | - | - | - | - | - | - |

## Économie
- Une confiserie artisanale, Confiserie Saint-Sylvestre, est installée au sein du village depuis 1985, avec une petite production de nougat, bonbon, caramel, pâtes de fruit, chocolat, etc.

## Culture locale et patrimoine

### Lieux et monuments
- Monument aux morts.

#### Église Sainte-Marie
Dédiée à la Vierge Marie, l'église paroissiale Santa Maria est de style baroque. Construite au XVIe siècle - 1662, elle est dotée d'un clocher à quatre niveaux. L'intérieur est en voûte en berceau à lunette. L'édifice religieux est repris à l'inventaire préliminaire du patrimoine de la Corse (bâti) sur la base de territoires pertinents (micro-régions de la Corse).

À droite de la porte d'entrée principale de la façade principale, est apposée une plaque commémorative pour les enfants de Soveria morts durant la Première Guerre mondiale.

#### Église Saint-Sylvestre
L'ancienne église paroissiale Saint-Sylvestre se situe dans le cimetière communal. De style roman, c'est un édifice de plan allongé à nef unique, avec un chevet semi-circulaire orienté à l'est vers Rome, qui a été plusieurs fois remanié. Les derniers travaux de restauration laissent percevoir les parties redressées, notamment la façade principale (ou occidentale) qui présente un portail avec un linteau monolithe taillé récemment et où n'existe plus de tympan. Une porte se trouve sur la façade latérale méridionale. Les angles des murs, en pierre de taille grise, sont bien appareillés.

À l'état de ruines, l'ancienne église a été restaurée en 2015-2016. L'abside semi-circulaire a été complètement enduite de mortier de ciment. La fenêtre-meurtrière a néanmoins été conservée. Le toit est en charpente avec une couverture en pierre de lauze.

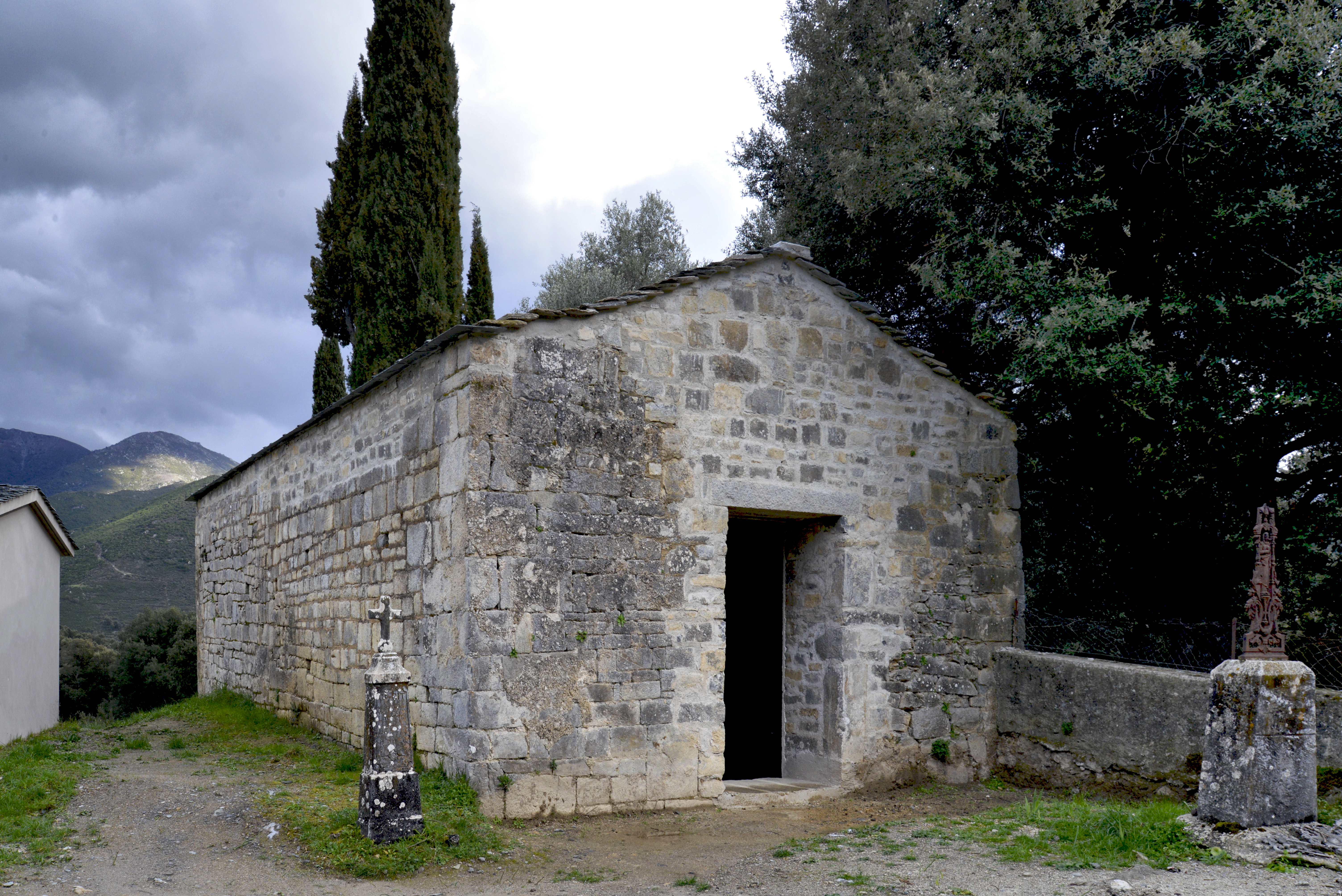
Façade principale.
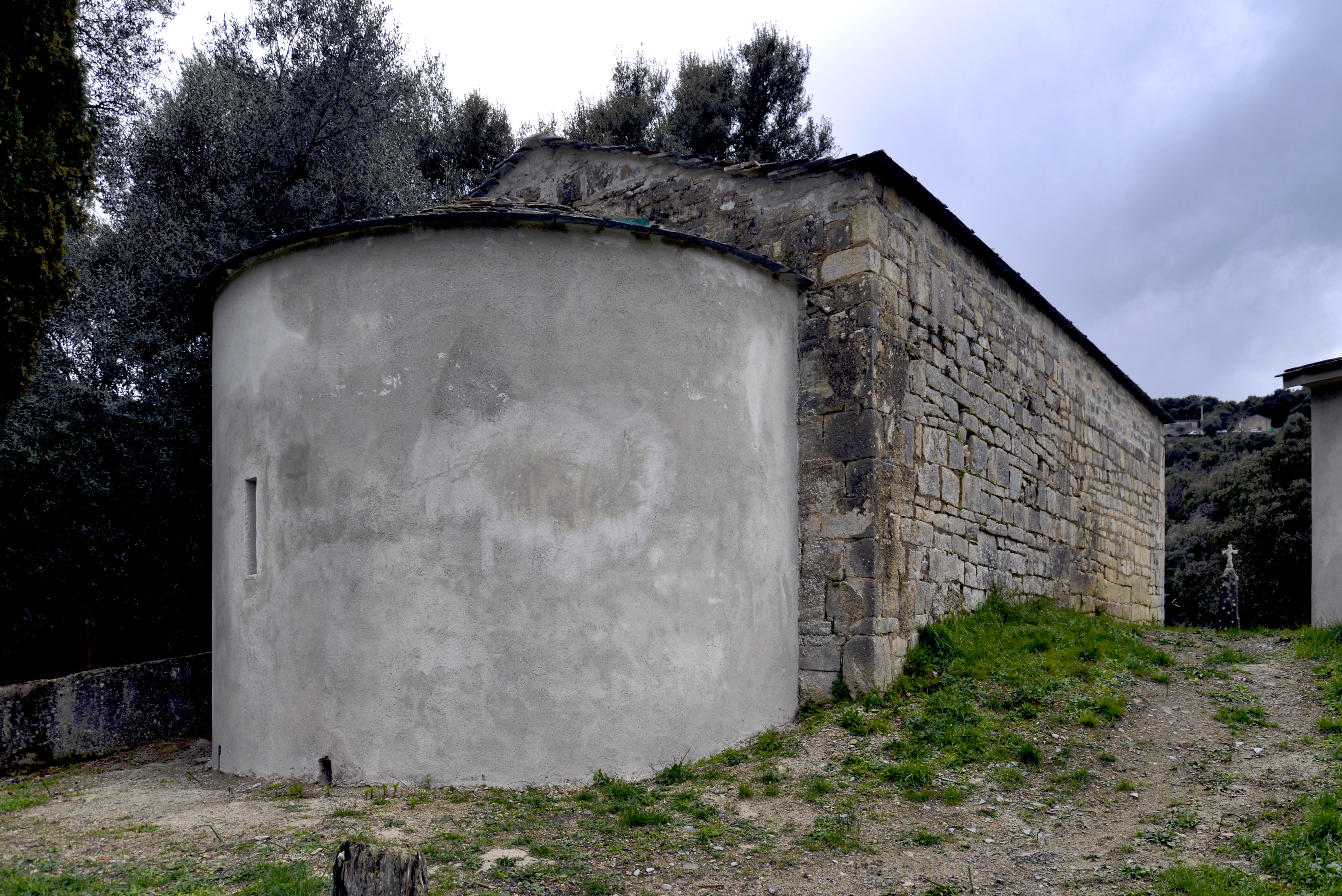
Chevet.
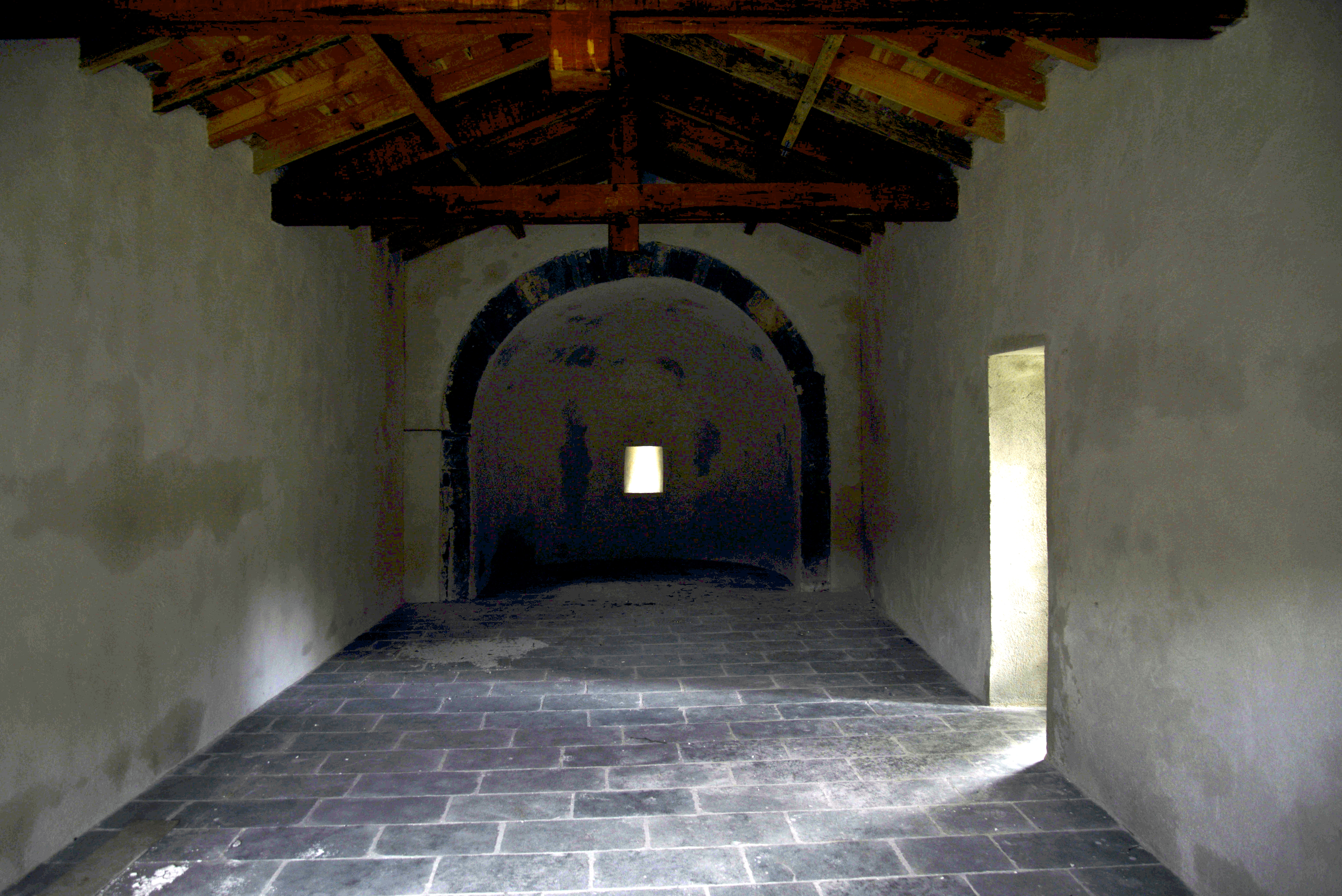
Intérieur de l'église.

### Patrimoine culturel

#### Mines de cuivre de San Quilico
Elles sont en partie situées sur les communes : Corte, Omessa et Tralonca. Exploitées de 1897 à 1906, elles n'ont donné lieu à aucune production significative. La concession a été annulée en 1960. Les mines de cuivre de San Quilico ont été reprises à l'inventaire général du patrimoine culturel.

### Patrimoine naturel

#### Parc naturel régional de Corse
La commune de Soveria est située dans les limites de l'espace protégé du parc naturel régional de Corse, dans son « territoire de vie » dénommé Centre Corse.

## Personnalités liées à la commune
- Alexandre Ordioni (1758-1822), général des armées de l'Empire, baron de l'Empire.
- Jean-Baptiste Cervoni (1765-1809), général de division, baron de l'Empire.
- Don Felice Cervoni, colonel du royaume indépendant de Corse, mort en exil à Rome en 1740
- Gio Battista Cervoni, dit Schizzetto, colonel du royaume indépendant de Corse, assassiné à Corte en juillet 1737.
- ? Cervoni, frère cadet des deux précédents, tué dans l’assaut du couvent San Francesco de Quercitana di Lucciana, le samedi 13 décembre 1738.
- Thomas Cervoni, de Soveria. Surtout connu par sa mère qui l’obligea à taire son ressentiment envers Pascal Paoli pour être le nouveau Coriolanus de Shakespeare.
- Paul Mariani, ancien maire assassiné dans la nuit du 31 décembre 1990 au 1er janvier 1991.